# Співвідношення сторін зображення
| Поширені співвідношення сторін зображення                                                                            |
| --- |
| 0,461538 :1 (6:13) Поширене в сучасних смартфонах                                                                    |
| 0,5625:1 (9:16) Поширене в смартфонах середини-кінця 2010-х років                                                    |
| 0,6:1 (3:5) Поширене в смартфонах початку 2010-х                                                                     |
| 0,666:1 (2:3) Поширене в смартфонах кінця 2000-х років                                                               |
| 1:1 Квадрат. Співвідношення сторін фотокамер середнього формату 6×6. Поширене в деяких соціальних мережах.           |
| 1,19:1 (19:16) Співвідношення Fox Movietone                                                                          |
| 1,25:1 (5:4) Ранні телевізори, а також світлини великого (4×5 і 8×10) і середнього формату (так звані 6×7)           |
| 1,3:1 (4:3) Стандарт традиційного телевізора та комп'ютерного монітора                                               |
| 1,375:1 (11:8) Стандартне співвідношення сторін фільму                                                               |
| 1,43:1 Формат кінофільму IMAX                                                                                        |
| 1,5:1 (3:2) Класичний кадр 35 мм фотоплівки                                                                          |
| 1,56:1 (14:9) Використовується для створення прийнятного зображення на телевізорах 4:3 і 16:9                        |
| 1,6:1 (16:10) Поширене співвідношення сторін екрана комп'ютера                                                       |
| 1,6180:1 ({\displaystyle \varphi } :1) Золотий перетин                                                               |
| 1,6:1 (5:3) Загальноєвропейський широкоекранний стандарт; формат Paramount; плівка Super 16 мм                       |
| 1,7:1 (16:9) Стандарт HD відео; стандарт цифрового мовлення США та Великої Британії                                  |
| 1,85:1 Стандарт широкоекранних кінотеатрів США                                                                       |
| 1,9:1 Стандарт DCI для 4K & 2K; цифровий IMAX                                                                        |
| 2:1 Унівізіум |
| 2,2:1 Стандартна 70-мм плівка Super Panavision                                                                       |
| 2,370:1 (64:27) Стандарт широкоекранного кінематографу "21:9"                                                        |
| 2,35:1, 2,39:1 або 2,4:1 Поточний стандарт широкоекранного кіно                                                      |
| 2,414:1 (δS :1) Срібний перетин                                                                                      |
| 2,76:1 Ultra Panavision 70                                                                                           |
| 3,5:1 або 3,6:1 (32:9 або 18:5) Супер ультраширокий, ультраширокий екран 3,6                                         |
| 4:1 Polyvision, що складається з трьох розташованих поруч кадрів 4:3. Використовується лише у фільмі Наполеон (1927) |

Співвідношення сторін зображення — відношення ширини зображення до його висоти, виражене двома числами, розділеними двокрапкою, наприклад 16:9 (шістнадцять до дев'яти). За співвідношення сторін x:y зображення має ширину x одиниць і висоту у одиниць. Поширені співвідношення: 1,85:1 і 2,39:1 в кінематографі, 4:3 і 16:9 в телебаченні та 3:2 у нерухомій фотографії.

## Деякі поширені приклади
У кінотеатрах здебільшого використовують формати 1,85:1 і 2,39:1. Два поширених співвідношення сторін відео — 4:3 (1,3:1), універсальний формат відео XX століття, і 16:9 (1,7:1), універсальний формат телебачення високої чіткості та європейського цифрового телебачення. Інші співвідношення для кіно та відео існують, але використовуються рідше.
У фотографії найпоширенішими співвідношеннями сторін є 4:3 (1,33:1), 3:2 (1,5:1), а віднедавна — 16:9 (1,78:1). Інші співвідношення, як-от 5:3, 5:4 і 1:1 (квадратний формат), також використовують у фотографії, особливо в середньому та великому форматі.
У телебаченні, DVD та Blu-ray дисках перетворення форматів із різними співвідношеннями досягається:
- збільшенням початкового зображення до заповнення область відображення цільового формату і відсіканням зайвих ділянок зображення (масштабування та кадрування),
- додаванням горизонтальних (letterbox) або вертикальних (pillarbox) матових елементів, щоб зберегти співвідношення сторін оригінального формату,
- розтягуванням (отже, спотворенням) зображення, щоб заповнити кадр цільового формату,
- масштабуванням з різними коефіцієнтами в обох напрямках, можливо, з різними коефіцієнтами в центрі та на краях (як у режимі широкого масштабування[en]).

## Практичні обмеження
У форматах кінофільмів розмір зображення визначається фізичним розміром області плівки між отворами перфорації. Універсальний стандарт (встановили Вільям Діксон і Томас Едісон 1892 року) — кадр, висота якого становить чотири отвори. Плівка має ширину 35 мм (1,38″), але розміри ділянки між перфораціями становлять 24,89 мм × 18,67 мм (0,980″ × 0,735″), залишаючи фактичне співвідношення 4:3 або 1,3:1.
З виділенням простору для стандартного оптичного звукового супроводу, розміри кадру зменшено, щоб ширина зображення була більшою за висоту; це призвело до введення Академією кінематографічних мистецтв і наук стандартного співідношення 22 мм × 16 мм (0,866″ × 0,630″) або 1,375:1.

## Кінотермінологія
У кіноіндустрії висоті зображення призначають значення 1,0; анаморфний кадр (від 1970 року 2,39:1) часто неправильно описують (округлюють) як 2,40:1 або 2,40. Після 1952 року для анаморфних форматів експериментували з низкою співвідношень, зокрема 2,66:1 і 2,55:1. Специфікація Спілки інженерів кіно та телебачення для анаморфної проєкції 1957 року (PH22.106-1957) нарешті стандартизувала співвідноження 2,35:1. Оновлення 1970 року (PH22.106-1971) змінило співвідношення сторін на 2,39:1, щоб зробити склейки менш помітними. В останній редакції стандарту від серпня 1993 року (SMPTE 195—1993) підтверджено співвідношення 2,39:1.
В американських кінотеатрах поширені проєкційні співвідношення 1,85:1 і 2,39:1. У деяких європейських країнах застосовують стандарт широкого екрану 1,6:1. «Академічне співвідношення» 1,375:1 використовувалося у всіх кінофільмах епохи звуку до 1953 року (з виходом «Шейна» Джорджа Стівенса в 1,6 :1). У той час телебачення, яке мало співвідношення сторін 1,3 :1, стало відчутною «загрозою» для кіностудій. У відповідь Голлівуд створив низку широкоекранних форматів, серед яких: CinemaScope (до 2,6:1), Todd-AO (2,20:1) і VistaVision (спочатку 1,50:1, нині від 1,6 :1 до 2,00:1). «Плоске» співвідношення сторін 1,85:1, введене в травні 1953 року, стало одним із найпоширеніших стандартів кінопроєкції в США та інших країнах.
Мета застосування різних об'єктивів і співідношень полягала в тому, щоб захопити якомога більший кадр на якомога більшій площі плівки, тобто, якомога повніше використати плівку. Деякі співвідношення сторін дозволяли використання плівки менших розмірів, заощаджуючи кошти на неї, тоді як інші були покликані на плівці більших розмірів створити ширше зображення з високою роздільністю. У будь-якому випадку зображення було стиснуто горизонтально, щоб відповідати розміру кадру плівки та уникнути появи невикористаних ділянок плівки.

### Системи кінокамер
Під час розробки різноманітних систем плівкових камер має враховуватися розміщення кадру відносно перфорації та ділянки оптичного звукового супроводу. В одній із широкоформатних альтернатив, VistaVision, використано стандартну 35 мм плівку, що рухається вздовж вікна камери горизонтально, так що отвори перфорації розташовуються над і під кадром, дозволяючи збільшити горизонтальний розмір кадру, оскільки перфорацією при цьому обмежується його вертикальний розмір. Зустрічались навіть проєктори, в яких плівка рухалася горизонтально. Однак, як правило, співвідношення 1,50:1 початкового зображення VistaVision оптично перетворювали для вертикального друку (на стандартній 35-мм плівці) для показу за допомогою стандартних проєкторів, доступних у кінотеатрах, а потім маскували в проєктораз зі стандартним у США співвідношенням 1,85:1. Наприкінці 1970-х років цей формат ненадовго відродила Lucasfilm для роботи зі спецефектами, яка вимагала більшого розміру негативу (через погіршення якості зображення під час декількох етапів оптичного друку, необхідних для виготовлення багатошарових композицій). Він застарів значною мірою завдяки кращим камерам, об'єктивам і плівкам, доступним для стандартних форматів із чотирма перфораціями, крім того потребував більших витрат на виготовлення відбитків порівняно зі стандартнішими вертикальними процесами. (Горизонтальний процес також був адаптований до 70 мм плівки IMAX, яка вперше була показана на Всесвітній виставці в Осаці 1970 року.)
Часто для телевізійного виробництва використовувалась плівка Super 16 мм через її нижчу вартість, відсутність потреби у звуковій доріжці на самій плівці (оскільки вона не проєктується, а передається на відео), а також співвідношення сторін, близьке до 16:9 (основне співвідношення Super 16 мм становить 15:9). Завдяки можливості збільшення до 35 мм (для кінотеатрів) її іноді використовували для художніх фільмів.

## Поточні стандарти відео

### 1:1 (квадрат)
Квадратні дисплеї рідко використовуються в пристроях і моніторах. Попри це, зростання споживання відео в застосунках соціальних мереж спричинило появу нових відеоформатів, що більше підходять для мобільних пристроїв, які можна тримати горизонтально і вертикально. Так, квадратне відео набуло популярності в мобільних застосунках Instagram і Vine, і відтоді підтримується іншими основними соціальними платформами, зокрема, Facebook і Twitter. Квадратний кадр заповнює майже вдвічі більше простору на екрані, порівняно з форматом 16:9 (коли пристрій під час перегляду тримають інакше, ніж під час знімання відео).

### Стандартний повноекранний формат 1,33:1 (4:3)
Спріввідношення 4:3 (1,33:1) використовується для стандартного телебачення з моменту винайдення кінокамери, багато комп'ютерних моніторів також мають таке співвідношення сторін. В епоху німого кіно його використовували для 35-мм кіноплівки. Воно також дуже близьке до співідношення 1,375:1, визначеного Академією кінематографічних мистецтв і наук як стандарт після появи на плівці оптичного звуку. Завдяки тому, що екран телевізора має таке ж співвідношення сторін, на ньому, від початку поширення (тобто в 1940-х і 1950-х роках), можна було задовільно дивитися фільми, зняті на 35-мм плівку.
Зі впровадженням телебачення високої чіткості більшість сучасних телевізорів виробляють із дисплеями 16:9. Серія планшетів Apple iPad продовжує використовувати дисплеї 4:3 (попри те, що в інших продуктах Apple зазвичай використовується широкоформатне співвідношення сторін), щоб було зручно користуватися ними, як електронною книгою; однак 11-дюймовий iPad Pro 2018 року має співвідношення сторін 1,43:1.

### Стандарт 14:9
14:9 — це співвідношення сторін, яке переважно використовують при обрізанні програм зі співвідношенням 4:3.

### Стандарт 16:10
16:10 (8:5) — це співвідношення сторін, яке переважно використовують у комп'ютерних дисплеях і планшетних комп'ютерах. Ширина дисплея в 1,6 раза перевищує його висоту. Це співвідношення близьке до золотого перетину, що становить приблизно 1,618. Рідкокристалічні дисплеї (РК) для комп'ютерів зі співвідношенням сторін 16:10 почали з'являтися на масовому ринку від 2003 року. На 2008 рік співвідношення сторін 16:10 стало найпоширенішим для РК-моніторів і дисплеїв ноутбуків. Проте від 2010 року основним став формат 16:9, який ґрунтується на стандарті 1080p телебачення високої чіткості та має нижчі витрати на виробництво.
У 2005—2008 роках співвідношення сторін 16:10 (1,6:1) випередило 4:3 за кількістю продажів РК-моніторів. У той час співвідношення сторін 16:10 займало 90 % ринку ноутбуків. Однак 16:10 недовго було найпоширенішим співвідношенням сторін. Приблизно у 2008—2010 роках виробники комп'ютерних дисплеїв швидко перейшли на співвідношення сторін 16:9, а на 2011 рік 16:10 майже зникло з нових продуктів. За даними Net Applications, на жовтень 2012 року частка ринку дисплеїв 16:10 впала до менше 23 %.
Примітно, що Apple використовувала 16:10 для всіх своїх моделей MacBook до 2021 року, коли MacBook Pro 5-го покоління перейшов на вищий екран зі співвідношенням сторін приблизно 1,54:1. MacBook Air у 2022 році продовжує використовувати співвідношення 16:10.

### Широкоекранні стандарти 1,66:1, 1,75:1, 1,77:1, 1,78:1 і 16:9
16:9 (1,77:1) — міжнародний стандартний формат HDTV, цифрового телебачення без високої чіткості та аналогового широкоформатного телебачення PALplus. Японська система Hi-Vision спочатку використовувала співвідношення 5:3 (15:9), але була змінена, з появою групи міжнародних стандартів з ширшим співвідношенням 5+1⁄3 до 3 (16:9). Багато цифрових відеокамер мають можливість записувати у форматі 16:9 (42:32), і 16:9 є єдиним широкоформатним співвідношенням сторін, підтримуваним стандартом DVD. Виробники DVD можуть відображати в кадрі DVD 16:9 і ширші співвідношення, наприклад 1,66:1, 1,75:1, 1,77:1 і 1,78:1, завдякижорсткого маскування або додання чорних смуг на саме зображення. Співвідношення 16:9 часто використовувалося в 1990-х роках у британських телевізорах у Великі Британії, а також використовується в деяких смартфонах, ноутбуках і настільних комп'ютерах.

### 1,85:1
Еквівалент цілочисельного співвідношення 37:20. Коли відвідуваність кінотеатрів упала, Голлівуд, щоб відрізнити кіноіндустрію від телебачення, створив широкоекранне співвідношення сторін. Одним із найпоширеніших було співвідношення 1,85:1.

### Стандарт 2:1
Співвідношення сторін 2:1 вперше використано в 1950-х роках для формату RKO Superscope.
Від 1998 року кінематографіст Вітторіо Стораро виступає за формат під назвою «Univisium», який використовує співвідношення 2:1. Він створений як компроміс між співвідношенням сторін 2,39:1 в кінотеатрі та 16:9 для трансляції HD-TV. Univisium не набув значної популярності на ринку театральних фільмів, але нещодавно Netflix і Amazon Video використали його для серіалів «Картковий будинок» і «Очевидне» відповідно. Це співвідношення сторін подібне до стандартних форматів 1,9:1, передбачених цими контент-платформами.
Крім того, деякі мобільні пристрої, такі як LG G6, LG V30, Huawei Mate 10 Pro, Google Pixel 2 XL, OnePlus 5T і Sony Xperia XZ3, використовують формат 2:1 (рекламується як 18:9), а також Samsung Galaxy S8, Samsung Galaxy Note 8, Samsung Galaxy S9 і Samsung Galaxy Note 9 мають схожий формат 18,5:9. Apple iPhone X також має схоже співвідношення сторін 19,5:9 (2,16:1).

### Широкоформатністандарти 2,00:1, 2,20:1, 2,35:1, 2,39:1, 2,40:1, 2,55:1, 2,76:1 і 21:9
Анаморфний формат — це кінематографічна техніка знімання широкоформатного зображення на стандартну 35-міліметрову плівку або інший візуальний носій запису з неширокоформатним власним співвідношенням сторін. Під час проєктування зображення мають приблизне співвідношення сторін 2,00:1, 2,20:1, 2,35:1, 2,39:1, 2,40:1, 2,55,1 і 2,76,1 (часто округлюють до 21:9). «Співвідношення сторін 21:9» дорівнює 64:27 (= 43:33), або приблизно 2,37:1, і близьке до обох кінематографічних співвідношень. Більшість індійських боллівудських фільмів знімали у співвідношенні 1,37:1 до 1972 року, коли стандартом для всіх боллівудських фільмів стало співвідношення 2,39:1.
Зараз мобільні пристрої починають використовувати формат 21:9, наприклад Sony Xperia 1.

## Отримання висоти, ширини та площі екрана
Часто технічні характеристики екрана задають довжиною його діагоналі. Для визначення висоти (h), ширини (w) і площі (A) можна використати такі формули:
{\displaystyle r={\frac {x}{y}}}
{\displaystyle h={\frac {d}{\sqrt {r^{2}+1}}}={\frac {y\times d}{\sqrt {x^{2}+y^{2}}}}}
{\displaystyle w={\frac {r\times d}{\sqrt {{r^{2}}+1}}}={\frac {x\times d}{\sqrt {x^{2}+y^{2}}}}}
{\displaystyle A={\frac {r\times d^{2}}{{r^{2}}+1}}\quad ={\frac {x\times y\times d^{2}}{x^{2}+y^{2}}}}
де r — відношення, записане у вигляді частки x на y, а d — довжина діагоналі.

## Колишні та використовувані нині співвідношення сторін

Порівняння деяких співвідношень із вирівняними висотами

1:2,32
Перше телевізійне співвідношення сторін, використане в 30-рядковому механічному телебаченні Джона Логі Бейрда на початку 1930-х років.
1,19:1 = 19:16
Це співвідношення, яке іноді називають співвідношенням Movietone, короткочасно використовували протягом періоду, коли кіноіндустрія переходила на звук, приблизно від 1926 до 1932 року. Воно утворюється під час накладання оптичного звукового супроводу на кадр 1,3:1, що призводить до майже квадратного зображення. Фільми, зняті в цьому співвідношенні, часто проєктуються або передаються на відео неправильно за допомогою маски 1,375:1 або стискаються до 1,375:1. риклади фільмів, знятих у співвідношенні Movietone: «Схід: Пісня двох людей», «М», «Алілуя!» та, значно пізніше, «Маяк». Тенденція, що виникла з поширенням смартфонів, — вертикальне відео, призначене для перегляду в портретному режимі. Цей формат популяризовано такими програмами, як Snapchat, Instagram і YouTube, які пропонують засоби для опублікування вертикальних відео.
1,25:1 = 5:4
Колись популярниедспіввідношення ля комп'ютерних моніторів великого формату, особливо на основі 17" і 19" РК-панелей або 19" і 21" ЕПТ, які використовують роздільність 1280×1024 (SXGA) або подібну. Зокрема, це один із небагатьох пширених форматів дисплея, вужчий за 4:3, і більш популярний у бізнесі (САПР, видавничі системи), а не в розважальних цілях, оскільки добре підходить для редагування макета на всю сторінку. Історично 5:4 також було початковим співвідношенням сторін ранніх 405-рядкових телевізійних тпередач яке з поширенням трансляції кінофільмів розвинулось до ширшого 4:3.
1,3:1 = 4:3 = 12:9
Оригінальний формат німого кіно на 35 мм плівці, сьогодні широко відомий на телебаченні та відео як 4:3. Також стандартне співвідношення для стиснення відео MPEG-2. Цей формат досі використовується в багатьох персональних відеокамерах і вплинув на інші співвідношення. Це стандартне співвідношення для формату Super 35.
1,37:1 = 48:35
Стандартне співвідношення для плівок шириною 16 мм і 35 мм.
1,375:1 = 11:8
35-мм повноекранне зображення звукового кіно, майже універсальне у фільмах між 1932 і 1953 роками. 1932 року офіційно прийняте АКМН, як академічне співвідношення. В театральному контексті нині використовується рідко, але іноді використовується в інших контекстах.
1,43:1
Формат IMAX. У виробництві IMAX використовується плівка шириною 70 мм (така ж, як для 70-мм художніх фільмів), але плівка проходить через камеру та проєктор горизонтально. Це дозволяє отримати фізично більшу ділянку для кожного кадру.
1,5:1 = 3:2
Співвідношення сторін 35-мм плівки, яка використовується для фотозйомки, коли експонується ділянка, шириною на вісім перфорацій. Також це співвідношення сторін формату VistaVision, у якому плівка рухаєтьяс горизонтально. Використовується на ноутбуці Chromebook Pixel на базі Chrome OS, портативній ігровій консолі Game Boy Advance, планшеті Surface Pro 3 і планшетному ноутбуці Surface Studio.
1,5:1 = 14:9
Широкоекранний формат, який іноді використовують під час знімання реклами тощо як компромісний формат між 4:3 і 16:9. При перетворенні на кадр 16:9 є з'являються невеликі вертикальні смуги, при перетворення на 4:3 — горизонтальні. Весь широкоформатний вміст каналу ABC Family SD до січня 2016 року мав таке співвідношення.
1,6:1 = 16:10 = 8:5
Широкоекранний монітор комп'ютера (наприклад, із роздільністю 1920×1200).
1,6:1 = 5:3 = 15:9
Широкоекранний 35 мм-формат, винайдений Paramount Pictures, який пізніше став стандартом у кількох європейських країнах[яких?]. Це також основне співвідношення для кадрів Super 16 мм. Іноді його округлюють до 1,67:1. Від кінця 1980-х до початку 2000-х років програма CAPS Walt Disney Feature Animation створювала анімацію зі співвідношенням 1,6:1 (компроміс між співвідношенням 1,85:1 у кінотеатрах і співвідношенням 1,3:1 для домашнього відео); цей формат також використовується на верхньому екрані Nintendo 3DS.
1,75:1 = 7:4
Ранній широкоекранний 35 мм-формат, переважно використовуваний MGM і Warner Bros. між 1953 і 1955 роками, які відтоді від нього відмовилися, хоча компанія Disney обрізала для DVD деякі повноекранні фільми, випущені після 1950-х років, до цього співвідношення, включно з «Книгою джунглів».
1,7:1 = 16:9 = 42:32
Широкоекранний стандарт відео, який використовується в телебаченні високої чіткості, одне з трьох співвідношень, визначених для стиснення відео MPEG-2. Також все частіше використовується в персональних відеокамерах. Іноді це співвідношення округлюють до 1,78:1.
1,85:1 ~ 37:20
35-міліметровий широкоформатний стандарт США та Великої Британії для кінотеатрів. Представлений компанією Universal Pictures у травні 1953 року. Проєктує ділянку висотою приблизно три перфорації на кадр із чотирма перфораціями; це заощаджує плівку. Також співвідношення Ultra 16 мм. Один із двох поширених форматів у цифровому кіно, де має назву «плоский» (англ. flat).
1,875:1 = 15:8
Співвідношення HDTV, використовуване в комп'ютерах Silicon Graphics у 1990-х роках, із роздільністю 1920×1024.
1,8962:1 = 256:135
Співвідношення сторін контейнера базової роздільної здатності формату цифрового фільму SMPTE/DCI, іноді округлюване до 1,896:1 або 1,9:1 (також 1,90:1). Використано у фільмі Дяо Інаня Озеро диких гусей.
2:1 = 18:9
Нещодавно популяризоване компанією Red Digital Cinema. Оригінальне співвідношення SuperScope, також використовується в Univisium. Використовувалося як фіксоване співвідношення у деяких американських студіях у 1950-х, скасоване в 1960-х. Також використовується в мобільних телефонах, таких як LG G6, Google Pixel 2 XL, HTC U11+, Xiaomi MIX 2S і Huawei Mate 10 Pro, тоді як Samsung Galaxy S8, Note 8 і S9 мають подібне співвідношення 18,5:9.
2,165:1 ~ 28:13
Від 2017 року використовується на екранах деяких моделей iPhone, таких як iPhone X, XS, XS Max, 11, 11 Pro і 11 Pro Max.
2,208:1 ~ 11:5
70-мм стандарт. Розроблений у 1950-х роках для Todd-AO. У MPEG-2 зазначений як 2,20:1, але майже не використовується.
2,35:1 ~ 47:20
35-мм анаморфний до 1970 року, використовувався CinemaScope («Scope») і першими Panavision. Стандарт анаморфних форматів дещо змінився, тому сучасні анаморфні зображення фактично мають співвідношення 2,39:1, але за звичкою їх часто називають 2,35:1. (Анаморфність означає стиснення зображення на плівці, щоб максимізувати площу, трохи вищу за академічне співвідношення з 4 перфораціями, подавши при цьому найбільше співвідношення сторін.) Усі індійські фільми Боллівуду, випущені після 1972 року для кінотеатрів, знімаються за цим стандартом.
2,370:1 = 64:27 = 43:33
Від 2009 до 2012 року випускалися телевізори з таким співвідношенням сторін і продавалися як «кінотеатри 21:9». Таке співвідношення сторін все ще можна побачити на деяких моніторах вищого класу, які іноді називають моніторами UltraWide.
2,39:1 ~ 43:18 = 21+1⁄2:9
35-мм анаморфний від 1970 року. Співвідношення сторін поточних анаморфних широкоформатних кінотеатрів, рекламних роликів і деяких музичних відео. Часто комерційно позначається як формат Panavision або «Scope». Один із двох поширених форматів у цифровому кіно, де його називають «scope».
2,4:1 = 12:5
Округлений запис 2,39:1, також 2.40:1. Blu-ray Disc film releases may use only 800 instead of 803 or 804 lines of the 1920×1080 resolution, resulting in an even 2.4:1 aspect ratio.
2,55:1 ~ 51:20
Оригінальне співвідношення сторін CinemaScope до того, як 1954 року на плівку додано оптичний звук. Це також було співвідношення сторін CinemaScope 55.
2,59:1 ~ 70:27
Cinerama на повну висоту (три спеціально зняті 35-міліметрові зображення, спроєктовані поруч в одне складене широкоформатне зображення).
2,6:1 = 8:3 = 24:9
Повнокадровий вивід із негативу Super 16 мм за використання системи анаморфних лінз. По суті, зображення зі співвідношенням сторін 24:9 стискається до співвідношення сторін 15:9 негативу Super 16 мм. Також використав Кирило Серебренніков у фільмі «Літо» (2018).
2,76:1 = 69:25
Ultra Panavision 70/MGM Camera 65 (65 мм з анаморфним стисканням 1,25×). Використано лише в кількох фільмах між 1957 і 1966 роками та в деяких у 2010-х роках, для деяких кадрів «Як підкорили Захід» (1962) з невеликим обрізанням після перетворення в тристрічкову Cinerama та таких фільмів, як «Цей шалений, шалений, шалений, шалений світ» (1963) і «Бен-Гур» (1959). Зовсім недавно Квентін Тарантіно використав його для «Мерзенної вісімки» (2015); Гарет Едвардс використав цей процес для знімання «Бунтар Один» (2016), але потім зображення обрізано до 2,39:1.
3,5:1 = 32:9
2017 року Samsung і Philips оголосили про «дисплеї Super UltraWide» зі співвідношенням сторін 32:9.
3,6:1 = 18:5
2016 року IMAX оголосила про випуск фільмів у форматі «Ultra-WideScreen 3,6» зі співвідношенням сторін 36:10. Відеоформат Ultra-WideScreen 3,6 не набув поширення, оскільки з'явились фільми зі ще ширшим форматом ScreenX 270°.
4:1
Рідкісне використання Polyvision: три 35-мм зображення 1,3:1 проєктуються поруч. Уперше використано 1927 року в «Наполеоні» Абеля Ґанса.
12:1
Circle-Vision 360°, розроблений компанією Волта Діснея 1955 року для використання в Діснейленді. Застосовує дев'ять 35-мм проєкторів зі співвідношенням 4:3 для показу зображення, яке повністю оточує глядача. Використовувався в наступних тематичних парках Disney та інших застосуваннях.

## Версії співвідношення сторін

### Оригінальне співвідношення сторін (ОСС)
Оригінальне співвідношення сторін (ОСС) — це термін домашнього кіно, який позначає співвідношення сторін або розміри, у яких фільм або візуальну продукцію було створено, згідно з задумом асторів твору. Наприклад, фільм «Гладіатор» вийшов у кінотеатрах зі співвідношенням сторін 2,39:1. Його знято у форматі Super 35 і, окрім показу в кінотеатрах і на телебаченні в оригінальному форматі 2,39:1, його також транслювали без маскування, змінюючи співвідношення сторін до телевізійного стандарту 1,3 :1.

### Змінене співвідношення сторін (ЗСС)
Змінене співвідношення сторін — це термін домашнього кіно для співвідношення сторін або розмірів, до яких зображення змінено для відповідності певному типу екрану з відмінним від оригінального співвідношенням сторін. Змінене співвідношення сторін зазвичай дорівнює або 1,3:1 (історично), або (з появою широкоекранних телевізорів) 1,7:1. Змінене співвідношення сторін 1,3 :1 історично використовувалося для телевізійних трансляцій 4:3 і форматів домашніх відеокасет, таких як VHS і Beta. Передавання зміненого співвідношення сторін досягається за допомогою пансканування або РСС (розширене співвідношення сторін)/прихованого кашетування; останнє означає видалення кінематографічної маски з плівки 1,85:1 для відкриття повного кадру 1,3 :1 або з 2,39:1 до 1,9:1 в IMAX.

## Проблеми кіно і телебачення

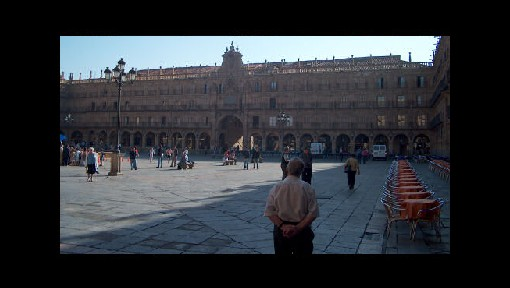
Зображення з Windowbox (коли одночасно «спрацьовують» letterbox та pillarbox).

Численні співвідношення сторін створюють додаткове навантаження для режисерів і публіки, а також плутанину серед телемовників. Широкоекранний фільм зазвичай подається в зміненому форматі (обрізаний, з горизонтальними смугами або розширений за межі початкового співвідношення сторін). Також непоодинокі випадки появи чорної рамки (коли одночасно «спрацьовують» letterbox та pillarbox). Наприклад, під час трансляції формату 16:9 може в ділянку зображення може вставлятися реклама формату 4:3. Глядач, який дивиться програму на стандартному 4:3 (неширокоформатному) телевізорі, побачить зображення рекламного ролика формату 4:3 з 2 наборами чорних смуг, вертикальних і горизонтальних. Подібне може статися під час перегляду на екрані телевізора широкого формату 16:9 матеріалу формату 16:9, вбудованого в кадр 4:3. Опис активного формату — це механізм, який використовується в цифровому мовленні, щоб уникнути цієї проблеми. Іноді, щоб уникнути ефекту pillarbox, зображення формату 4:3 розтягується горизонтально, щоб відповідати екрану формату 16:9, але при цьому спотворюється: об'єкти виглядають низькими та товстими.
І PAL, і NTSC мають можливість додати до відеосигналу імпульси, що сигналізують про співвідношення сторін (Див. ITU-R BT.1119-1 — Widescreen signaling for broadcasting). Широкоформатні телевізори виявляють ці імпульси і автоматично перемикаються в режим відображення 16:9. Коли додається матеріал 4:3 (наприклад, згадана вище реклама), телевізор, для правильного відображення матеріалу, перемикається в режим показу 4:3. Якщо відеосигнал передається через європейське з'єднання SCART, один із рядків стану також використовується для сигналізації про матеріал 16:9.

## Фотозйомка
У фотографії поширені такі співвідношення сторін:
- 1:1
- 5:4 (1,25:1)
- 4:3 (1,3:1)
- 3:2 (1,5:1)
- 5:3 (1,6:1)
- 16:9 (1,7:1)
- 3:1

У багатьох цифрових фотоапаратах користувач може вибрати з кількох співвідношень. У деяких це досягається використанням багатоаспектних датчиків (наприклад, у Panasonic), тоді як у інших початкове зображення просто обрізається, щоб результат відповідав бажаному співвідношенню.

### 1:1
1:1 — це класичне зображення Kodak, яке доступне на вибір у деяких цифрових фотоапаратах і нагадує про часи плівкових камер, коли квадратне зображення було популярним серед фотографів, які використовували двооб'єктивні дзеркальні камери. Ці камери середнього формату використовували плівку типу 120, намотану на котушки. Розмір зображення 6 × 6 см (співвідношення 1:1) — класичний приклад з недавнього минулого. Нині все ще можна знайти та використовувати плівку типу 120. Багато миттєвих плівок Polaroid мали квадратний формат кадру. Крім того, до серпня 2015 року сайт для обміну фотографіями Instagram дозволяв користувачам завантажувати зображення лише у форматі 1:1. 2017 року Fujifilm додала до своєї лінійки кінокамер для миттєвого знімання формат 1:1 Instax Square.

### 5:4
Співвідношення, поширене у фотографіях великого та середнього формату (камери «6x7», фактичний розмір 56 мм x 70 мм), яке підходить для поширеного розміру паперу для друку на папері розміром 8 × 10 дюймів без кадрування та все ще широко використовується для друку з цифрових камер.

### 4:3
4:3 використовується в більшості цифрових камер типу «наведи й знімай», камерами системи Four Thirds, камерами системи Мікро 4:3 і середньоформатними камерами 645. Популярність цифрового формату 4:3 пояснюється переважанням на той час комп'ютерних моніторів зі співвідношенням 4:3.
Кілька наступних форматів походять від класичних розмірів зображень плівкової фотографії: як класичної 35 мм плівкової камери, так і багатоформатних камер фомту Advanced Photo System (APS). В камері APS можна вибирати будь-який із трьох форматів зображення: APS-H (режим «High Definition»), APS-C (режим «Classic») і APS-P (режим «Panoramic»).

### 3:2
Співвідношення 3:2 використовується в класичних 35-мм плівкових камерах із розміром зображення 36 × 24 мм та їхніх наступницях — цифрових однооб'єктивних дзеркальних камерах (ЦОДК). Типові цифрові дзеркальні фотокамери бувають двох варіантів: так звані професійні «повнокадрові» (сенсор розміром 36 мм × 24 мм) та варіанти з меншими сенсорами (APS-C). Термін «APS» походить від іншого формату плівки, відомого як APS, а «-C» означає «класичний» режим, за якого зображення експонується на меншу площу (25,1 мм × 16,7 мм), але зберігається «класичне» співвідношення 3:2.
Під час обговорення цифрових дзеркальних фотоапаратів та їх недзеркальних наступників, термін APS-C став майже загальною назвою. Два основних виробники камер Canon і Nikon розробили та встановили стандарти для власних версій сенсорів із розміром і співвідношенням сторін APS-C. Canon фактично розробив два стандарти: APS-C і APS-H з дещо більшою площею (не плутати з форматом плівки APS-H), тоді як Nikon розробив власний стандарт APS-C, який він називає DX. Незалежно від різновидів сенсорів та відмінності розмірів, вони досить близькі до оригінального розміру зображення APS-C і зберігають класичне співвідношення сторін зображення 3:2, тому ці сенсори зазвичай називають сенсорами розміру «APS-C».
Причина того, що датчики зображення ЦОДК мають нижче співвідношення 3:2, а не вище 4:3, як у компактних камерах, полягає в тому, що ЦОДК розроблялися з огляду на застарілу 35 мм плівку дзеркальних камер, тоді як більшість цифрових фотоапаратів розроблено з урахуванням поширення на той час комп'ютерних дисплеїв, у яких усі формати VGA, SVGA, XGA та UXGA мали формат 4:3. Широкоформатні комп'ютерні монітори не були популярними до появи HDTV, де використовується співвідношення сторін зображення 16:9.

### 16:9
Відомий як APS-H (30,2 мм × 16,7 мм), де «-H» означає «висока роздільність», співвідношення сторін 16:9 також є стандартним для HDTV. Формат 16:9 набуває популярності у всіх класах споживчих фотокамер, які також знімають з високою роздільною здатністю. Деякі з фотокамер, які підтримують відео високої чіткості, також можуть записувати кадри у форматі 16:9, що ідеально підходить для відображення на телевізорах високої чіткості і широкоекранних комп'ютерних дисплеях.

### 3:1
3:1 — ще одне зі співвідношень, започаткованих у плівковій камері APS. Відоме як APS-P (30,2 × 9,5 мм), де -P означає «панорама», застосовувалося для панорамного знімання. Панорамний стандарт APS-P найменше пов'язаний з іншими стандартами APS, і панорамна реалізація на різних камерах залежить від виробника. Єдина спільність полягає в тому, що ширина зображення значно більша, ніж висота, в класичному «панорамному» стилі.
У США поширений друк фотографій з розмірами (в дюймах) 4×6 (1,5), 5×7 (1,4), 4×5 і 8×10 (1,25) і 11×14 (1,27); широкоформатні камери зазвичай використовують одне з цих співвідношень. Середньоформатні камери зазвичай мають формат, позначений номінальними розмірами в сантиметрах (6×6, 6×7, 6×9, 6×4,5), але ці числа не слід інтерпретувати як точні при обчисленні співвідношень. Наприклад, корисна висота рулонної плівки формату 120 становить 56 мм, тому ширина 70 мм (як у форматі 6×7) дає співвідношення сторін 4:5 — ідеальне рішення для збільшення портрета 8×10". Розміри друку зазвичай визначають у вертикальній орієнтації, тоді як співвідношення сторін обладнання визначають у горизонтальній орієнтації. Наприклад, відбиток 4×6 (6 дюймів завширшки та 4  дюйми висотою) ідеально відповідає формату 3:2 ЦОДК/35 мм, оскільки 6/2=3 і 4/2=2.
Для аналогової проєкції фотослайдів проєктор і екран використовують співвідношення сторін 1:1, що однаково добре підтримує горизонтальну та вертикальну орієнтацію. Навпаки, технологія цифрової проєкції зазвичай підтримує вертикально орієнтовані зображення лише з часткою роздільної здатності горизонтально орієнтованих зображень. Наприклад, проєктування цифрового нерухомого зображення зі співвідношенням сторін 3:2 на проекторі 16:9 використовує 84,3 % доступної роздільності в горизонтальній орієнтації, але лише 37,5 % у вертикальній орієнтації.